# Колмогора
Колмогора — деревня в Лешуконском районе Архангельской области. Входит в состав Ценогорского сельского поселения (муниципальное образование «Ценогорское»).

## Географическое положение
Деревня расположена на правом берегу реки Мезень. Ближайший населённый пункт Ценогорского сельского поселения, деревня Селище, расположен в 3,7 км к востоку. Расстояние до административного центра сельского поселения, села Ценогора, составляет 23 км, а до административного центра района, села Лешуконское, — 26 км.

## Население
| 2002 | 2010 | 2012 |
| ---- | ---- | ---- |
| 16   | ↘10  | ↘7   |

| Население                            | на 1 января 2010 года |
| ------------------------------------ | --------------------- |
| В возрасте до 16 лет                 | 0                     |
| Трудовые ресурсы (из них работающих) | 4 (3)                 |
| Пенсионеры                           | 6                     |
| Всего                                | 10                    |
| Прибыло / выбыло (за год)            | 0 / 0                 |
| Родилось / умерло (за год)           | 0 / 0                 |

## Инфраструктура
Жилищный фонд деревни составляет 1,9 тыс. м², покинутые и пустующие дома — 70% от общей площади жилищного фонда. Объекты социальной сферы на территории населённого пункта отсутствуют. В число организаций, расположенных в деревне на 1 января 2010 года, входит ПО «Ценогорское». В Колмогоре находилась деревянная часовня Николая Чудотворца, предположительно постройки XIX века, которая к настоящему времени не сохранилась.